# 107e brigade de lance-roquettes
Pour les articles homonymes, voir 107e brigade.
La 107e brigade de lance-roquettes de Krementchouk (en ukrainien : 107-ма реакти́вна артилерійська Кременчуцька бригада, abrégé en 107 РеАБр ; numéro d'unité militaire А1546) est une grande unité des troupes d'artillerie des Forces terrestres ukrainiennes. Basée à Krementchouk, elle fait partie du commandement opérationnel est.

## Historique
La filiation de l'unité remonte au 16 décembre 1942, avec la formation près de Moscou de la 67e brigade d'artillerie de l'Armée rouge. Cette unité, équipée d'obusiers de calibre 122 mm, a reçu durant la Seconde Guerre mondiale les titres honorifiques « de Leningrad » ainsi que l'ordre de Koutouzov. Après-guerre, elle est mise en garnison à Dnipropetrovsk (aujourd'hui Dnipro) puis à Bila Tserkva. En octobre 1967, elle est renommée la 107e brigade de missiles, stationnée à Krementchouk avec comme armement 18 missiles balistiques tactiques R-11 (Scud-A pour l'OTAN) puis R-17 (ru) (Scud-B).
Les hommes de la brigade prêtent serment d'allégeance à l'Ukraine le 3 janvier 1992 (le numéro 107 est alors réattribué à l'ancienne 23e brigade soviétique, qui devient la 107e brigade de missiles (ru) de la 35e armée russe, armée d'Iskander). En 2003, l'unité ukrainienne est réarmée avec des missiles balistiques OTR-21 Totchka, plus précis. En 2005, l'armée manquant de missiles opérationnels, elle est rééquipée avec des BM-30 Smertch, d'où en conséquence son renommage en 2006 en 107e régiment de lance-roquettes (реактивну артилерійську, littéralement d'« artillerie à réaction »). En 2008, la brigade reçoit le titre Кременчуцька (de Krementchouk) à rajouter à son nom.

L'insigne du entre 2008 et 2015.

Au printemps 2014, une division de la brigade est déployée dans le Donbass. Les 17 et 18 août 2014, la 1re division de la brigade, épaulée par des unités de la 19e brigade, frappent le groupe tactique de la 18e brigade de fusiliers motorisés russe près de Snijne, oblast de Donetsk. En novembre 2015, dans le cadre de la décommunisation, les titres hérités de la période soviétique sont supprimés de la titulature de la brigade. Le 1er janvier 2019, le régiment est renforcé, devenant la 107e brigade de lance-roquettes.
En août et septembre 2023, les unités de la brigade sont localisées un peu en arrière du front, autour de Pokrovsk, appuyant de leurs tirs les troupes ukrainiennes positionnées face à l'agglomération de Donetsk.

## Structure et équipement
- État-major de la brigade et le peloton du QG ;
- 1re division[7] de lance-roquettes ;
- 2e division de lance-roquettes ;
- 3e division de lance-roquettes ;
- 4e division de lance-roquettes ;
- un bataillon d'infanterie mécanisée (comme unité de protection) ;
- division de reconnaissance d'artillerie (pour l'acquisition de cibles) ;
- compagnie du génie (pour la préparation des positions de tir) ;
- compagnie de maintenance (entretien et réparation) ;
- compagnie de logistique (notamment le transport des munitions) ;
- compagnie de transmissions ;
- compagnie de radar (pour les tirs de contrebatterie) ;
- compagnie médicale (soins et évacuation) ;
- compagnie de protection NBC[8].

Au début de 2023, la brigade a remplacé une partie de ses BM-30 Smertch par des M270 MLRS et quelques Vilkha.

### Commandant
Colonel Oleksandr Kelembet